# Hôpital militaire de Netley

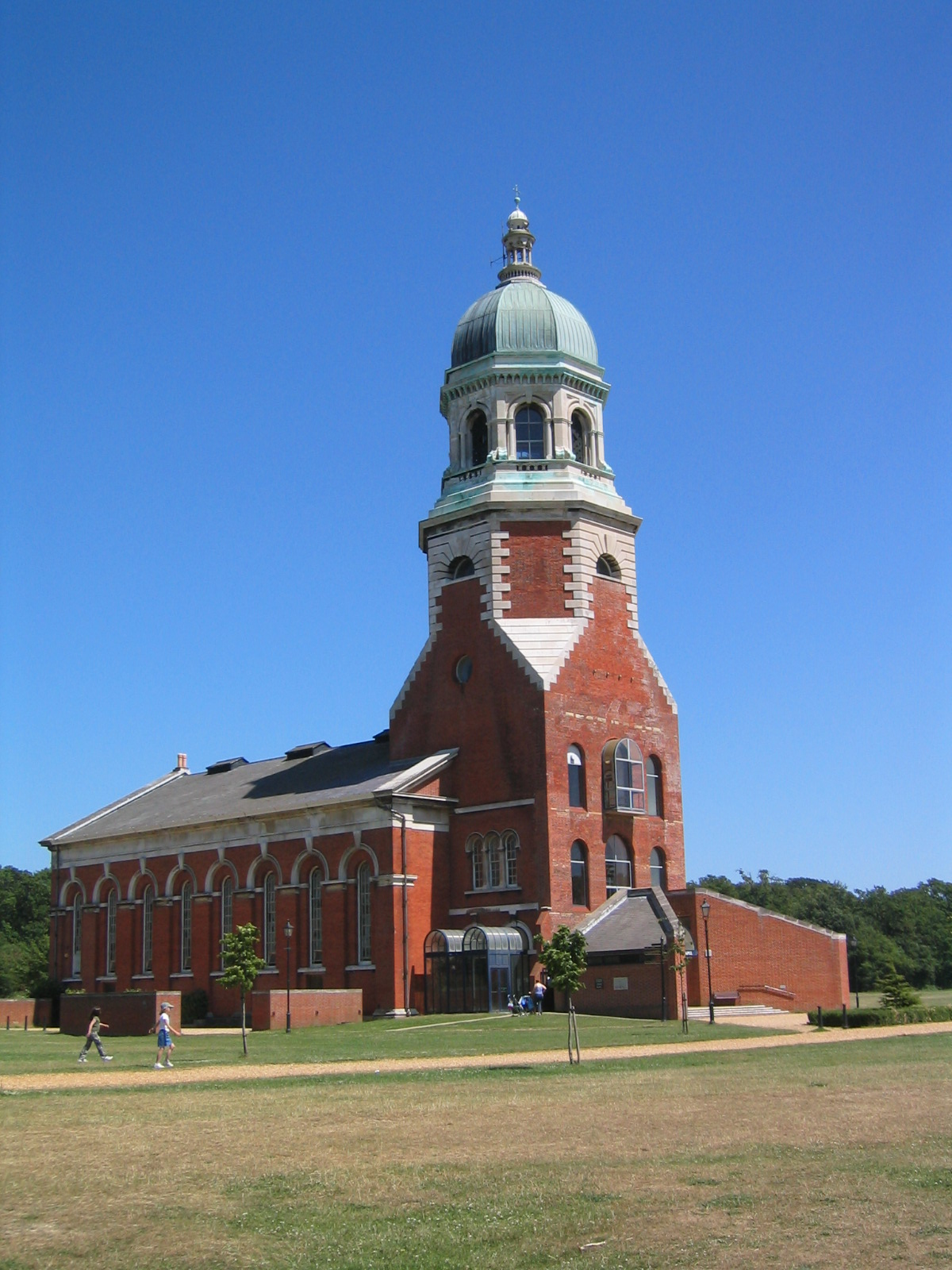
La chapelle de l'hôpital Netley

L’hôpital militaire de Netley (Netley  Hospital), appelé aussi l’hôpital militaire royal de Victoria (Royal  Victoria Military Hospital), était un grand hôpital militaire situé à Netley dans le Surrey, près de Southampton, en Angleterre. Sa construction date de 1856 sur l'idée de la reine Victoria, bien que son design ait porté à controverse. Il était géré par Florence Nightingale, la pionnière du travail spécifique de l'infirmière. 
L'hôpital fut surtout utilisé pendant la Première Guerre mondiale et devint le 28e hôpital général américain de 1944 à 1945, pendant le débarquement en Europe. Le bâtiment principal (le plus grand bâtiment du monde d'alors) fut entièrement démoli en 1966, à l'exception de la chapelle et du bâtiment de la Young Men's Christian  Association, qui sont aujourd'hui les seuls restes de l'ancien hôpital.
Le site de l'hôpital était construit et peut encore aujourd'hui être visité dans le Royal Victoria Country Park (en).